# Østrupgård (Østrup Sogn)
 For alternative betydninger, se Østrupgård. (Se også artikler, som begynder med Østrupgård)
Østrupgård er en gammel hovedgård, som nævnes første gang i 1456. Østrupgård ligger i Østrup Sogn, Nordfyns Kommune. Hovedbygningen, kaldet Østruplund fra 1928, er opført i 1881-1882 ved Carl Lendorf.
Østrupgård Gods er på 240 hektar med Østergård

## Ejere af Østrupgård
- (1456-1459) Henrik Andersen Gummesen
- (1459-1470) Jens Hansen Skinkel
- (1470-1500) Ukendte ejere
- (1500-1529) Jørgen Friis
- (1529) Anne Jørgensdatter Friis gift Ulfeldt
- (1529-1544) Hans Stigsen Ulfeldt
- (1544) Anne Hansdatter Ulfeldt gift Daa
- (1544-1558) Jørgen Daa / Poul Skinkel
- (1558-1565) Poul Skinkel
- (1565) Anne Hansdatter Ulfeldt gift Daa
- (1565-1587) Ide Dresselberg gift Skinkel
- (1587-1601) Anne Hansdatter Ulfeldt gift Daa
- (1601-1614) Morten Poulsen Skinkel
- (1614-1627) Poul Mortensen Skinkel
- (1627-1628) Godske Rathlou / Claus Buckwald
- (1628) Godske Rathlou / Jørgen Godskesen Rathlou / Claus Buckwald
- (1628-1648) Jørgen Godskesen Rathlou
- (1648-1652) Barbara von Ahlefeldt gift Rathlou
- (1652-1657) Margrethe von Ahlefeldt / Øllegaard von Ahlefeldt / Mette von Ahlefeldt gift von Korff
- (1657-1660) Mette von Ahlefeldt gift von Korff
- (1660-1680) Christopher Ernst von Korff
- (1680-1682) Mette von Ahlefeldt gift von Korff
- (1682-1695) Johan Didrik Johansen von Wettberg
- (1695-1715) Sidsel Grubbe gift (1) Lerche (2) von Wettberg
- (1715-1717) Sidsel Cathrine Johansdatter von Wettberg gift von Bülow / Hilleborg Johansdatter von Wettberg gift Frølich
- (1717) Hilleborg Johansdatter von Wettberg gift Frølich
- (1717-1754) Johan Frederik Frølich
- (1754-1787) Laurids Schebye
- (1787-1796) Jens Lauridsen Dreyer Schebye
- (1796-1797) Anne Elisabeth Rasmussen gift (1) Schebye (2) Møller
- (1797-1846) Elias Jørgensen Møller
- (1846-1870) Jørgen Jensen Møller
- (1870-1895) Elias Jørgensen Møller
- (1895-1917) Holger Eliasen Møller
- (1917-1924) Thorolf Elias Holgersen Møller
- (1924-1927) John L. Lundsted
- (1927-1928) Hans Christian Allenbæk
- (1928-1963) Den Danske Stat (hovedbygningen)
- (1963-1970) Mødrehjælpen (hovedbygningen)
- (1970-) Fyns Amt (hovedbygningen)
- (1928-1963) Claus J. Nielsen (avlsgården)
- (1963-1985) P. Chr. Olsen (avlsgården)
- (1985-2006) Niels Matthiesen (avlsgården)
- (2006-) Jørgen Peter Jørgensen